# Jacques Leplat
Pour l’article homonyme, voir Leplat.
Jacques Leplat , né le 19 octobre 1921 à Paris et mort le 22 avril 2023 à Clamart,, est l'un des pères fondateurs de l'ergonomie de langue française. Il est un des membres fondateurs de la Société d'ergonomie de langue française.

## Biographie
Jacques Leplat, né en 1921, a commencé sa carrière professionnelle en 1951 au Centre d'étude et de recherche psychotechnique (CERP), organisme dépendant de ce qui est devenu ensuite l’Association pour la formation professionnelle des adultes (AFPA), financé par le Ministère français du travail. Pour répondre aux obligations du programme, il réalise alors bon nombre d'études sur le terrain tout en restant très influencé par la psychologie expérimentale.
En 1962, après la mort d’André Ombredane, Jean-Marie Faverge part à Bruxelles pour lui succéder à la direction de son laboratoire. Jacques Leplat prend alors la direction du service de recherche.
En 1966, il quitte le CERP pour prendre la direction de l’École pratique des hautes études (EPHE), poste laissé vacant par le professeur Bonnardel, plus orienté vers la psychologie industrielle classique et la psychométrie.
Il a également "hérité" dans ces années là de la codirection et de la rédaction de la revue « Le Travail Humain ».
Il quitte la direction en 1989 au moment de prendre sa retraite. 
Au congrès de l’IEA, à Montréal en 1990, il reçoit « l’Award » de la Société Internationale d’Ergonomie pour la contribution au développement de la recherche en ergonomie.

#### Autres articles
- ergonomie
- Intervention ergonomique
- Analyse ergonomique du travail
- troubles musculosquelettiques
- risques psychosociaux
- accident du travail
- stress
- Utilisabilité
- Conception sécuritaire
- approche systémique
- psychodynamique du travail
- ergologie
- analyse clinique du travail